# Cryptopimpla genalis
Cryptopimpla genalis är en stekelart som först beskrevs av Thomson 1877.  Cryptopimpla genalis ingår i släktet Cryptopimpla och familjen brokparasitsteklar. Arten är reproducerande i Sverige. Utöver nominatformen finns också underarten C. g. obscurella.